# Benkanhal, Gangawati
Benkanhal là một làng thuộc tehsil Gangawati, huyện Koppal, bang Karnataka, Ấn Độ.